# Barie
Barie é uma comuna francesa na região administrativa da Nova Aquitânia, no departamento da Gironda. Estende-se por uma área de 5,32 km². Em 2010 a comuna tinha 301 habitantes (densidade: 56,6 hab./km²).